# I'm So Lonesome I Could Cry
"I'm So Lonesome I Could Cry" er en countrysang der oprindeligt blevet skrevet og indspillet af den amerikanske singer-songwriter Hank Williams i 1949. Williams skrev sangen med planen om at teksten skulle siges frem for at synges, som han havde gjort på flere af sin indspilninger med Luke the Drifter. Sangen, der handler om ensomhed, blev inspireret af hans problematiske forhold til sin kone Audrey Sheppard. Sangen er siden blevet indspillet i coverversioner af utallige kunstnere heriblandt af Johnny Cash, Little Richard, Bob Dylan, Roy Robinson, Me First and the Gimme Gimmes og Volbeat. Under sin Aloha From Hawaii TV-special introducerede Elvis Presley sangen ved at sige, "I'd like to sing a song that's...probably the saddest song I've ever heard."

## Coverversioner
- Marty Robbins indspillede en version af sangen på albummet The Song of Robbins fra 1957.
- Andy Williams udgav en version som B-side til singlen  "The Village of St. Bernadette" i 1959.[3]
- Johnny Cash udgav sangen på Now, There Was a Song! fra 1960 og som en duet med Nick Cave på American IV: The Man Comes Around
- Dean Martin havde den som første sang på Country Style (1963) og brugte den atter engang i 1966 på albummet Somewhere There's a Someone.
- Rosemary Clooney indspillede den til hendes album Sings Country Hits from the Heart i 1963.
- Del Shannon indspillede den til hans 1964 album Del Shannon Sings Hank Williams.
- Randy Boone sang den i en episode af The Virginian kaldet "First To Thine Own Self" den 12. februar 1964, hvilket var anakronistisk, da serien foregik i 1880'erne.
- Tommy James and the Shondells udgav en version i 1966 på deres album It's Only Love.
- B.J. Thomas indsang den i 1966.
- Bob Dylan sang en version i dokumentarfilmen Dont Look Back i 1967. Han sang den også som en duet med Johnny Cash, der var med i dokumentaren No Direction Home fra 2005.
- Ernest Tubb inkluderede den på Ernest Tubb Sings Hank Williams fra 1968.
- Tracy Nelson sang den på sit soloalbum Tracy Nelson Country fra 1969.[4]
- Stonewall Jackson sang en udgave på A Tribute to Hank Williams fra 1969.
- Roy Orbison indspillede en coverversion 1970 på sit hyldestalbum Hank Williams the Roy Orbison Way.
- Little Richard sange den i 1971 på The King of Rock and Roll
- Tanya Tucker indspillede sangen i 1972 på hendes debutalbum Delta Dawn.
- Glen Campbell indspillede en version i 1973 til albummet I Remember Hank Williams.
- Elvis Presley sang den i 1973 i sit Aloha From Hawaii TV-special. Den blev samme år udsendt på livealbummet fra showet.
- Al Green sang den på albummet Call Me fra 1973
- Terry Bradshaw indspillede den i 1976, og den nåede top 20 på countryhitlisten.
- Boxcar Willie indspillede sangen til Sings Hank Williams and Jimmie Rogers i 1979.
- Charlie Pride spillede den i 1980 som en hyldest til Williams på There's a Little Bit of Hank in Me.
- Cowboy Junkies indspillede sangen i 1988 på albummet The Trinity Sessions.
- George Jones og Randy Travis optrådte med sangen som en duet i et tv-show på TNN i 1991.
- Holly Cole med Holly Cole Trio på deres første fuldlængde album Girl Talk 1990.
- Stephan Eicher blande Johann Sebastian Bachs kantate BWV147 med sangen på albummet Engelberg fra 1991.
- Waylon Jennings indspillede sangen i 1992 til albummet Ol' Waylon Sings Ol' Hank.
- Jimmie Dale Gilmore indspillede sangen i 1992 til albummetSpinning Around the Sun.
- Akiko Yano indspillede sangen med Pat Metheny til hendes album Oui Oui fra 1997.
- Bill Frisell spillede en instrumentalversion på Ghost Town fra 2000.
- Keb' Mo' spillede en coverversion på hyldestalbummet Timeless: Hank Williams Tribute fra 2001.
- Yo La Tengo lavede en version til Stuff Like That There fra 20015 og havde havde spillet den til deres koncerter siden 2005.
- Punkrock coverbandet Me First and the Gimme Gimmes har indspillet en sang til deres country-inspirerede album Love Their Country fra 2006.
- Art of Time Ensemble udgav en version med sangeren Melissa Stylianou på deres debutalbum Live In Toronto fra 2006.
- Volbeat indspillede en coverversion på deres album Guitar Gangsters & Cadillac Blood fra 2008.
- Wynonna Judd indspillede den til hendes album Sing: Chapter 1 i 2009.
- Carrie Rodriguez og Bill Frissell spillede en version i 2010 på deres album Love and Circumstance
- Marshall Chapman spillede den på albummet Big Lonesome 2010.
- Kasey Chambers indspillede sangen i 2011 på albummet Storybook.
- Amy Lee fra Evanescence optrådte med sangen d. 20. april 2012 ved “We Walk the Line: a Celebration of the Music of Johnny Cash” som en hyldest til Cash' 80-års fødselsdag.[5] The show was released on CD/DVD on August 7, 2012.[6]
- Tracy Nelson sange den på albummet Dylan, Cash, and the Nashville Cats: A New Music City fra 2015.[7]

## Hitlister

### Hank Williams version
| År   | Hitliste                  | Placering                                   |
| ---- | ------------------------- | ------------------------------------------- |
| 1949 | Billboard Country Singles | b-side of #2 "My Bucket's Got a Hole in It" |
| 1966 | Billboard Country Singles | #43                                         |

Williams' version var #29 på CMT's 100 Greatest Songs in Country Music i 2003.

### B.J. Thomas version
| År   | Hitliste              | Placering |
| ---- | --------------------- | --------- |
| 1966 | Billboard Pop Singles | #8        |

### Charlie McCoy version
| År   | Hitliste                  | Placering |
| ---- | ------------------------- | --------- |
| 1972 | Billboard Country Singles | #23       |

### Leon Russell version (credited to Hank Wilson)
| År   | Hitliste               | Placering |
| ---- | ---------------------- | --------- |
| 1973 | U.S. Billboard Hot 100 | 78        |

### Terry Bradshaw version
| År   | Hitliste                  | Placering |
| ---- | ------------------------- | --------- |
| 1976 | Billboard Country Singles | #17       |

### Jerry Lee Lewis version
| År   | Hitliste                  | Placering |
| ---- | ------------------------- | --------- |
| 1982 | Billboard Country Singles | #43       |